# Ferenc Juhász (scriitor)
Ferenc Juhász (n. 16 august 1928, Bia⁠(d), Pesta, Ungaria – d. 2 decembrie 2015, Budapesta, Ungaria) a fost un poet maghiar. Fratele său este istoricul Gyula Juhász.
Inițial a cultivat poemul epic de factură tradiționalistă, în maniera lui Petőfi, inspirat din viața proletariatului și a prefacerilor sociale din perioada colectivizării, ca apoi să abordeze expresia liberă, inventivitatea imagistică suprarealistă, asociația suprinzătoare, urmărind complexitatea problemelor omenirii moderne, conform ideologiei socialiste.

## Scrieri
- 1950: Familia Sántha ("A Sántha család")
- 1953: Odă către zbor ("Óda a repüléshez")
- 1955: Puterea florilor ("A virágok hatalma")
- Imagini de noapte ("Az éjszaka képei").